# NGC 3591
NGC 3591 ist eine Linsenförmige Galaxie vom Hubble-Typ S0/a im Sternbild Becher südlich des Himmelsäquators. Sie ist schätzungsweise 239 Millionen Lichtjahre von der Milchstraße entfernt und hat einen Durchmesser von etwa 95.000 Lichtjahren.

Im selben Himmelsareal befinden sich die Galaxien IC 679 und IC 2668.
Das Objekt wurde am 27. März 1786 von Wilhelm Herschel entdeckt.